# Mathilde Fibiger
Mathilde Lucie Fibiger, född 13 december 1830, död 17 juni 1872, var en dansk författare och feminist. 
Mathilde Fibiger var syster till författaren Ilia Fibiger och kusin till Johannes Henrik Tauber Fibiger. Flera olyckor drabbade familjen under hennes barndom, fadern Adolph Fibiger förlorade sitt arbete 1835 och föräldrarna skilde sig 1843 till följd av ekonomiska svårigheter. När modern sedan dog 1844 fick systrarna försörja sig själva. Mathilde Fibiger valde att fokusera helt på sitt arbete och på kvinnosaksfrågan och förblev ogift. 
Hon blev 1866 både Danmarks första kvinnliga telegrafist och första kvinnliga tjänsteman.
Fibiger var en av många danska intellektuella som inspirerades av de revolutionära influenser som svepte över kontinenten under 1840-talet. Hon utgav december 1850 (1851 på titelbladet), med ett förord av Johan Ludvig Heiberg Clara Raphael, Tolv Breve. Verket har ansetts vara det första exemplet på en guvernantroman inom den danska litteraturen. Det var det första betydande inlägget inom den danska litteraturen för kvinnans frigörelse och ledde till en omfattande litterär polemik varvid hon kom att skriva över tjugo insändare eller debattartiklar och ett tiotal flygblad under de kommande åren.
Mathilde Fibiger gav även ut fler litterära, verk bland andra En Skitse efter det virkelige Liv (1853) och Minona (1854). Minona fick dåliga recensioner och ledde även till skandal eftersom romanen bland annat behandlar incest. Hon ägnade sig under de kommande åren istället åt att översätta andras verk, översättningarna brukade signeras: av författarinnan till Clara Raphael.
Mathilde Fibiger avled i sviterna av lunginflammation på sjukhuset i Århus 1872. Dansk Kvindesamfund delar sedan 1970 årligen ut Mathildeprisen till hennes minne. Priset delas ut till en person eller organisation som främjat jämställdhet mellan könen.